# Batee Tunggai
Batee Tunggai is een bestuurslaag in het regentschap Aceh Selatan van de provincie Atjeh, Indonesië. Batee Tunggai telt 590 inwoners (volkstelling 2010).